# 弱いゴールドバッハ予想
弱いゴールドバッハ予想（よわいゴールドバッハよそう、英語: Goldbach's weak conjecture）とはゴールドバッハの予想に類似した素数の和に関する数論の予想。次のように表現される。
5 より大きい奇数は 3 個の素数の和で表せる。
3 個の素数は同じ数であってもよい。
ゴールドバッハ予想が証明できれば弱いゴールドバッハ予想も証明できる（後述）。しかし弱いゴールドバッハ予想が証明できても（それだけでは）ゴールドバッハ予想は証明できない。ゴールドバッハ予想からこの予想は導かれるが、その逆はないので「弱い」という語を冠している。
大きな奇数ほどその数よりも小さな素数がより多く存在し、それらの組み合わせもより多くなるので、この予想は多くの数学者によって正しいと考えられている。
2013年、ハラルド・ヘルフゴットは弱いゴールドバッハ予想を証明したとする論文を発表し、現在広く受け入れられている。

## 概要
小さな奇数を順に 3 個の素数の和で表すと以下のようになる。
- 7 = 2 + 2 + 3
- 9 = 2 + 2 + 5 = 3 + 3 + 3
- 11 = 2 + 2 + 7 = 3 + 3 + 5
- 13 = 3 + 3 + 7 = 3 + 5 + 5
- 15 = 2 + 2 + 11 = 3 + 5 + 7 = 5 + 5 + 5
- 17 = 2 + 2 + 13 = 3 + 3 + 11 = 5 + 5 + 7
- 19 = 3 + 3 + 13 = 3 + 5 + 11 = 5 + 7 + 7
- 21 = 2 + 2 + 17 = 3 + 5 + 13 = 5 + 5 + 11 = 7 + 7 + 7
- 23 = 2 + 2 + 19 = 3 + 3 + 17 = 5 + 5 + 13 = 5 + 7 + 11

3 個の素数の和は 6 以上なので、5 以下の奇数を 3 個の素数の和で表すことはできない。また 3 個の奇素数の和は 9 以上なので、7 は 3 個の奇素数の和で表すことはできない。
「7 より大きい奇数は 3 個の奇素数の和で表せる」という予想もある。これはゴールドバッハ予想の「4 より大きい偶数は 2 個の奇素数の和で表せる」という命題と類似している。
3 個の素数のうち偶数の素数である 2 は 2 個か 0 個であり、残りの 1 個もしくは 3 個全てが奇素数である。
7 以上の奇数が n を 自然数、p を奇素数として
{\displaystyle 2n-1=2+2+p}
と 3 個の素数の和として表せるならば、その次の奇数も
{\displaystyle 2n+1=3+3+p}
と 3 個の素数の和として表せる。
「5より大きい奇数は 1 個の奇素数と 2 個の同じ素数の和で表せる」という予想（Lemoine予想）もある。つまり 7 = 3 + (2 × 2) , 9 =  3 + (2 × 3) , 11 = 5 + (2 × 3) などのように
{\displaystyle 2n+1=p+2q} 　　（p , q は素数）
と表せるという予想である。

## ゴールドバッハ予想との関係
ゴールドバッハ予想が正しいと仮定すると以下の命題が成り立つ。
4 以上の偶数は 2 個の素数の和で表せる。
したがって自然数を n とおくと、n 番目の正の偶数について
{\displaystyle 2n=p_{1}+p_{2}\qquad n>1}
を満たす素数 p1 , p2 が必ず存在することになる。ここから n+2 番目の正の奇数は
{\displaystyle 2(n+2)-1=p_{1}+p_{2}+3\qquad n>1}
と 3 個の素数の和で表せるので、弱いゴールドバッハ予想も正しい。
逆に弱いゴールドバッハ予想が正しいと仮定すると n 番目の正の奇数について
{\displaystyle 2n-1=p_{1}+p_{2}+p_{3}\qquad n>3}
を満たす素数  p1 , p2 , p3 が必ず存在することになる。ここから n 番目の正の偶数は
{\displaystyle 2n=p_{1}+(p_{2}+p_{3}+1)\qquad n>3}
と表せるが、 p2 + p3 + 1 は素数とは限らないので（p2 = 3 , p3 = 5 の場合など）''強い'' ゴールドバッハ予想は証明できない。
これらのことから、弱いゴールドバッハ予想は''強い'' ゴールドバッハ予想の系であるといえる。
{\displaystyle 2n-1=p_{1}+p_{2}+p_{3}\qquad n>3}
ならば
{\displaystyle 2(n+1)=p_{1}+p_{2}+p_{3}+3\qquad n>3}
であるので、この予想が正しければ 8 より大きい偶数は 4 個の素数の和で表せることになる。また、8 も 8 = 2 + 2 + 2 + 2 と 4 個の素数の和で表せるので、弱いゴールドバッハ予想が正しければ 7 以上の自然数は 3 個か 4 個の素数の和で表せる。これは「弱いゴールドバッハ予想が正しければ 4 以上の自然数は高々 4 個の素数の和で表せる」と言いかえることもできる。なお、ゴールドバッハ予想については同様に「ゴールドバッハ予想が正しければ 4 以上の自然数は高々 3 個の素数の和で表せる」といえる。

## 現在までの成果
ゴールドバッハの予想#現在までの主な進歩も参照。
- 1923年、ゴッドフレイ・H・ハーディとジョン・E・リトルウッドが、一般化されたリーマン予想を仮定すると、弱いゴールドバッハ予想が十分大きな奇数について成り立つことを示した。
- 1937年、ヴィノグラードフは、一般化されたリーマン予想によらずに、弱いゴールドバッハ予想が十分大きな奇数について成り立つことを示した。（ヴィノグラードフの定理参照）
- 1956年、ヴィノグラードフの教え子であるK. Borozdinは {\displaystyle 3^{3^{15}}\,} が「十分大きな奇数」の下限であることを示した。これは十進法表記で 684万6169 桁の数である。
- 1995年、オリヴィエ・ラマレは全ての 5 以上の奇数は高々 7 個の素数の和で表せることを示した。
- 1997年、Deshouillers 、Effinger 、te Riele 、Zinoviev は一般化されたリーマン予想を仮定すると、弱いゴールドバッハ予想が全ての奇数について成り立つことを証明した[3]。
- 2002年、廖明哲と王天沢は {\displaystyle e^{3100}\approx 2\times 10^{1346}} より大きい奇数については弱いゴールドバッハ予想が成り立つことを証明した。
- 2012年、テレンス・タオは全ての 3 以上の奇数は高々 5 個の素数の和で表せることを証明した[4]。
- 2013年、ハラルド・ヘルフゴットは弱いゴールドバッハ予想を無条件で証明したと主張する論文を発表した[1][2]。